# Памятник патриарху Гермогену
Па́мятник патриа́рху Гермоге́ну (Ермоге́ну) — бронзовая скульптура на постаменте в центре Москвы в память о втором Патриархе Всея Руси Гермогене (ок. 1530 — 17 (27) февраля 1612). Установлена и открыта 25 мая 2013 года в Александровском саду напротив Средней Арсенальной башни Московского Кремля по инициативе Русской православной церкви и патриарха всея Руси Кирилла.

## История создания

### Первые проекты и попытки
Идея установки памятника зародилась в начале XIX века, после установки на Красной площади памятника Минину и Пожарскому. По замыслу, памятник Гермогену, чья роль в истории России периода Смутного времени близка по масштабу роли Кузьмы Минина и Дмитрия Пожарского, планировалось установить на территории, где сейчас располагается мавзолей Ленина.
Повторное возвращение к вопросу об установке памятника патриарху произошло в начале 1910-х годов, когда идея установить памятник Гермогену была одобрена Святейшим синодом в 1910 году. В 1913 году Гермоген был прославлен в лике святых. Реализации идеи помешала начавшаяся Первая мировая война, а затем и революция.
На протяжении 1990-х годов общественностью России неоднократно обсуждалась идея установки памятника Гермогену. Однако этим планам не суждено было сбыться.

### Воплощение идеи
27 июня 2008 года в Институте философии РАН состоялся круглый стол, организованный общественным движением «Народный собор», литературно-философской группой «Бастион», региональной общественной организацией «Бородино-2012» и Лигой консервативной журналистики, где было инициировано воздвижение памятника патриарху Гермогену. Тогда же начались первые шаги по сбору средств на установку монумента.
3 марта 2012 года на месте будущего памятника патриархом Кириллом установлен закладной камень. После этого был объявлен конкурс на лучший вариант памятника. Было подано 79 заявок. В конкурсе проектов победил творческий коллектив под руководством народного художника России Салавата Щербакова и заслуженного архитектора России Игоря Воскресенского.
Источниками финансирования сооружения памятника являлось руководство страны и благотворители. Был сформирован Региональный общественный фонд содействия инициативе общественных организаций по постановке памятника «Патриарху Гермогену», в создании которого принимали участие региональное общественное движение «Народный собор» и Женское православно-патриотическое общество. В состав Фонда вошло около 250 общественных организаций из разных регионов России.

### Открытие
Торжественное открытие памятника состоялось 25 мая 2013 года, когда отмечалось 100-летие прославления священномученика. В открытии принимали участие патриарх Московский и всея Руси Кирилл, совершивший освящение памятника, патриарх Иерусалимский Феофил III, предстоятель старообрядческой церкви митрополит Корнилий, а также духовенство Москвы. Официальные власти были представлены руководителем Администрации президента России Сергеем Ивановым и управляющим делами президента России Владимиром Кожиным. Во время открытия прозвучали пасхальные песнопения и «возглашения благоденствия всему российскому народу».

## Композиция
На мраморном постаменте размещена четырёхметровая бронзовая фигура патриарха. На фронтальной части постамента написано «СВЯЩЕННОМУЧЕНИК ЕРМОГЕН ПАТРИАРХ МОСКОВСКИЙ И ВСЕЯ РУСИ». По сторонам постамента располагаются бронзовые барельефы, на одном из которых изображена сцена избрания Михаила Романова царём всея Руси, на втором — сцена изгнания Гермогеном поляков и бояр, просящих его благословения перейти в подданство польскому королевичу Владиславу. С тыльной стороны памятника перечислен состав творческой группы, работавшей над монументом. Позади памятника на отдельном постаменте расположена надпись, повествующая об истории его создания.